# Hapalogymnes gymnes
Hapalogymnes gymnes es una especie de mantis de la familia Iridopterygidae.

## Distribución geográfica
Se encuentra en Transvaal y Zimbabue.